# ميد ( واشنطن)
ميد ضاحية غير مُدمجة، ومُخصصة للتعداد السكاني، تقع شمال سبوكين في مقاطعة سبوكان، واشنطن، الولايات المتحدة الأمريكية. سُميت تيمنًا بالجنرال جورج ميد، وهو أحد قادة الحرب الأهلية الأمريكية، ويُتابع مكتب تعداد الولايات المتحدة هذه المنطقة. في عام 2020، بلغ عدد سكان ميد 7,576 نسمة.